# Mário Rui
Mário Rui Silva Duarte CvIH (* 27. května 1991) je portugalský fotbalista, který hraje jako obránce. Naposledy (2024) hrál za italský klub SSC Neapol.
Je odchovancem Benfiky Lisabon. Většinu fotbalové kariéry strávil v Itálii, v Serii A odehrál za Empoli, Řím a Neapol kolem 250 zápasů, působil i v nižších italských soutěžích. S Neapolí vyhrál pohár v sezóně 2019/20 a ligu v sezóně 2022/23.
Je bývalým reprezentantem Portugalska, zúčastnil se Mistrovství světa ve fotbale 2018.